# Will Ackerman
Pour les articles homonymes, voir Ackerman.
Will Ackerman (né en novembre 1949) est un guitariste et impresario de maison de disque. Il a fondé la première compagnie de disque de musique new age, nommé Windham Hill Records, ceci étant attribuable à son affinité pour les instruments de musique méditatifs et doucereux.
D'origine allemande mais adopté par un couple américain, il a grandi en Californie et en Nouvelle-Angleterre où il a débuté la guitare à l'âge de 12 ans. Ayant été influencé par des artistes acoustiques tels : Leo Kottke et John Fahey, il a développé un style modal avec sa guitare en accord ouvert. Après un séjour à l'université Stanford pour étudier l'anglais et l'histoire, il a abandonné et s'est dirigé vers les carrières de constructeurs et charpentier, travaillant pour certaines compagnies de disque.  
Son premier album sort finalement et s'intitule In Search of the Turtle's Navel qu'il a donné à Anne Robinson pour qu'elle les vend dans sa librairie (ils se marieront plus tard). En 1976, il a fondé la compagnie Windham Hill afin de propager la musique de guitaristes émérites. En 1980, Ackerman a obtenu un contrat avec la compagnie indépendante Pickwick Records et il signe aussi avec l'icône novice du Nouvel Age, le pianiste George Winston. Cela a lancé sa compagnie qui va désormais représenter l'industrie des chansons calmes et apaisantes qui sont achetées par une foule de jeunes adultes.

## Musicogaphie
- 1976 : In Search of the Turtle's Navel (Windham Hill)
- 1977 : It Takes a Year
- 1979 : Childhood and Memory
- 1981 : Passage
- 1983 : Past Light
- 1986 : Conferring with the Moon
- 1988 : Imaginary Roads
- 1992 : The Opening of Doors
- 1993 : Retrospective
- 1998 : Sound of Wind Driven Rain
- 2001 : Hearing Voices
- 2010   : New England Roads - Avec Tony Levin à la basse.